# Замок Хоэнбока

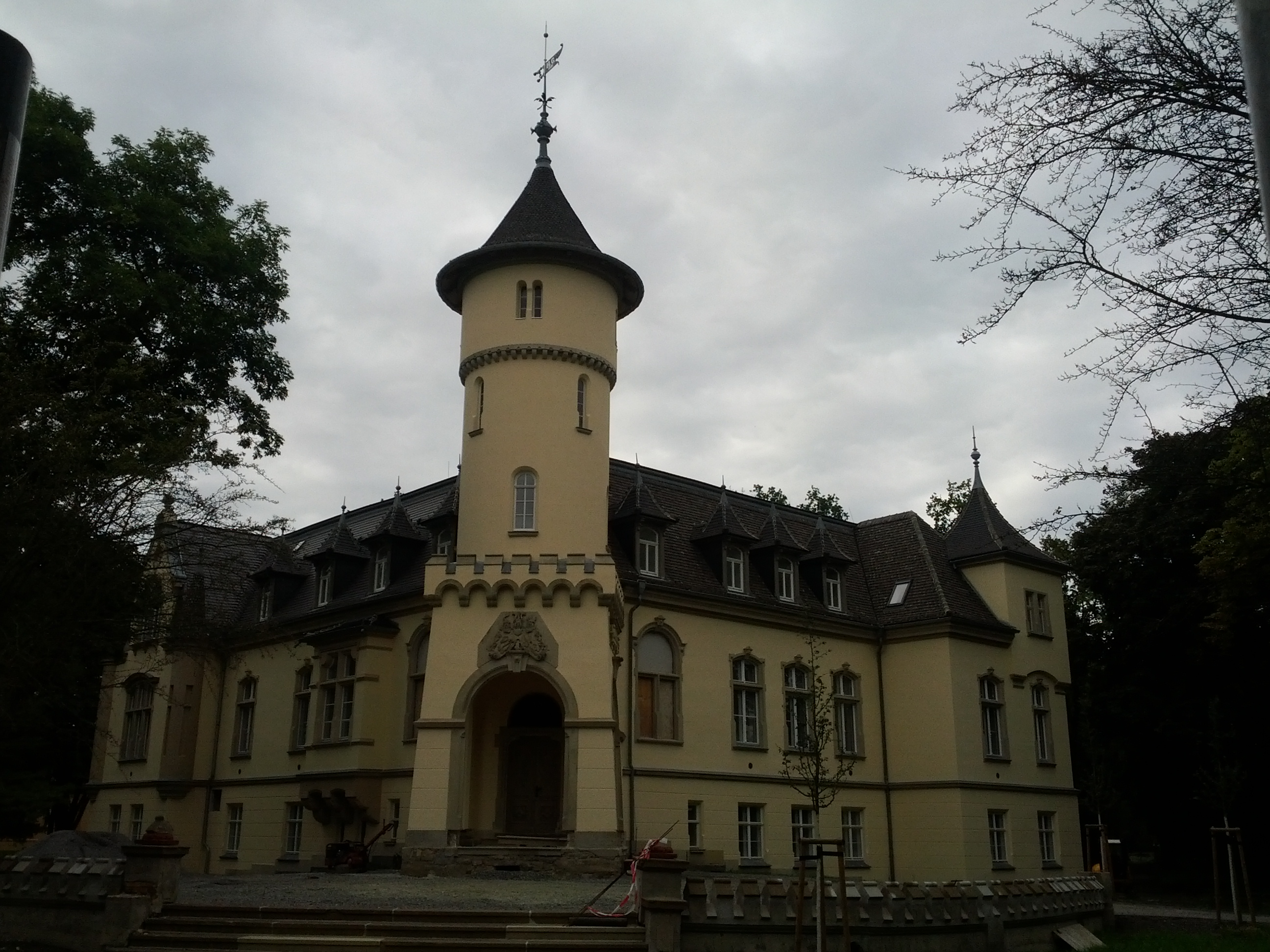
Замок Хоэнбока

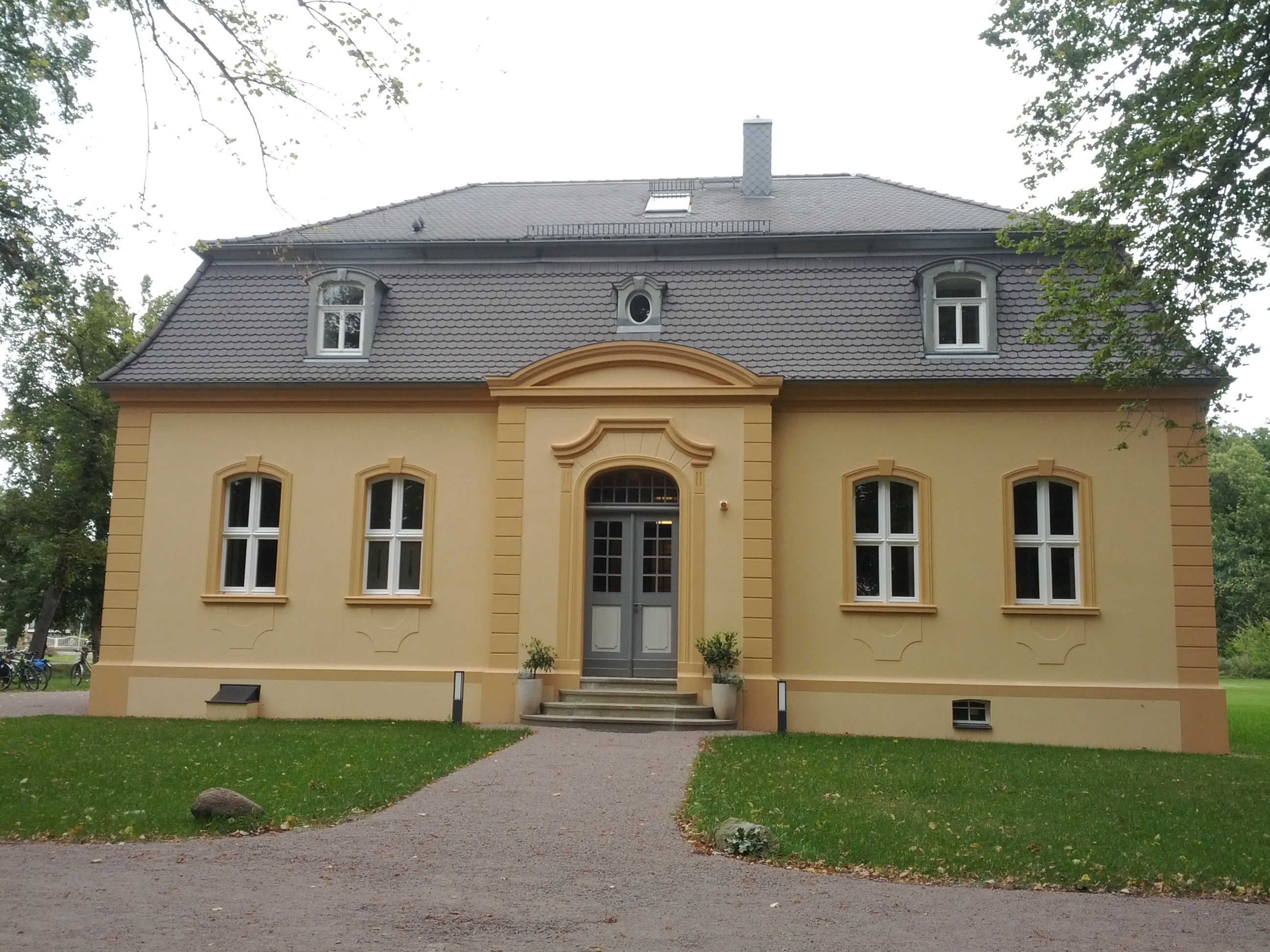
Маленький замок

Замок Хоэнбока — дворцовый комплекс в южнобрандербургской общине Хоэнбока в верхнем Обершпреевальд-Лаузитце. 
Здание охраняется государством и принадлежит корпорации Drochow. 
Территория 66.045 квадратных метров.
Дворцовый комплекс состоит из нескольких зданий, окруженных парком: большой замок с площадью 1245 квадратных метров и маленький замок площадью 462 квадратных метра, а также теплица площадью 250 и каретные сараи  площадью 72 и 77 квадратных метров.

## История

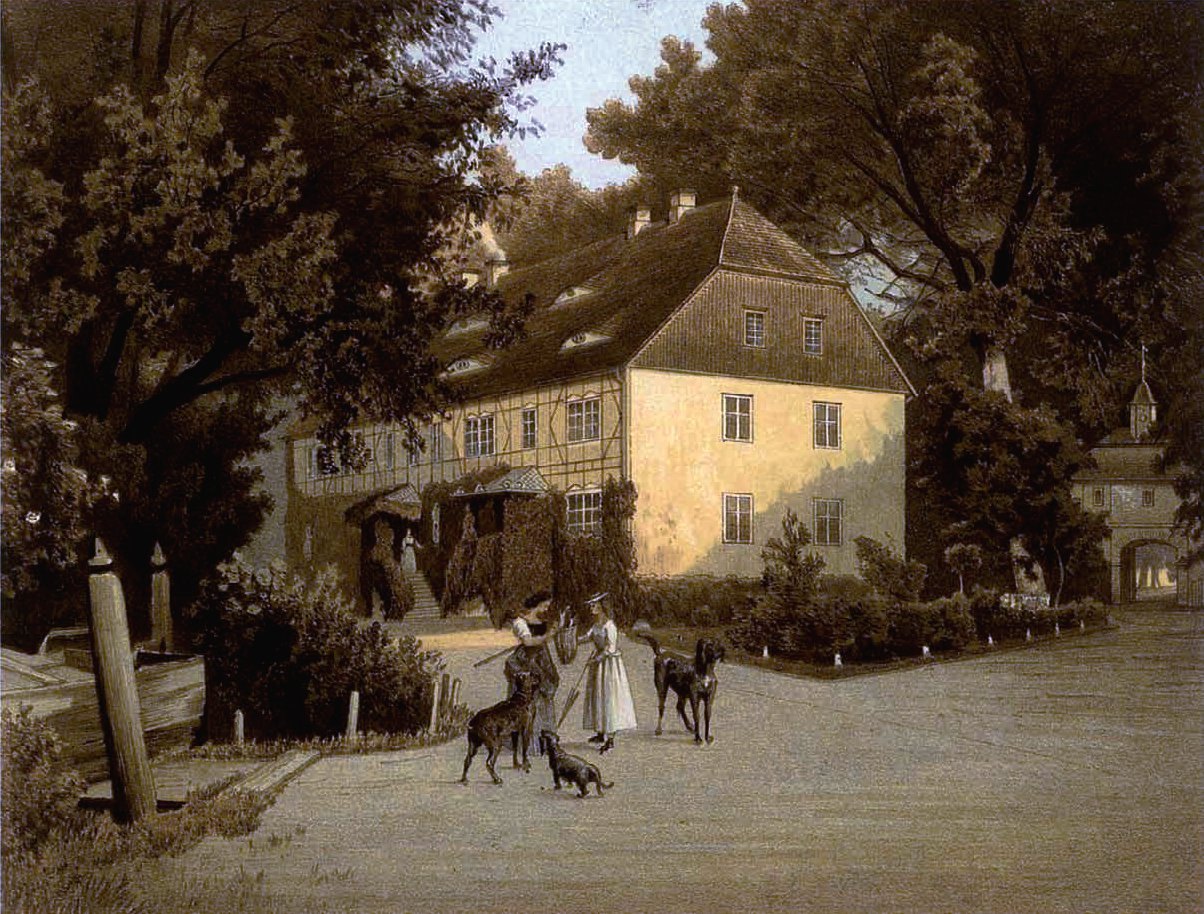
Особняк Hohenbocka 1860-х годов, картина из коллекции Александра Дункера

У дворянского поместья Хоэнбока  многовековая история. 
Уже в 15-м веке здесь жила семья фон Герсдорф. 
После них, с 1627 по 1655 годы, поместье принадлежало семье фон Дискау. 
Первого января 1659 года курфюрст Саксонии Иоганн Георг Второй (дедушка Августа Сильного, самого знаменитого правителя Саксонии) передал поместье Хоэнбока и поместье Пайквитц (соседнее поместье) семье фон Герц (von Götz). 
Семья фон Герц принадлежала  к старинному немецкому дворянскому роду, бранденбургскому прадворянству, Uradel. У семьи фон Герц за плечами более чем 730-летняя история. 
Члены семьи трудились на государственной и военной службе, а также занимались лесным, сельским, рыболовным и скотоводческим хозяйством. 
Им принадлежали карьеры, где добывали кварцевый песок для производства стекла (подтверждаю, карьеры кварцевого песка видели собственными глазами). 
В 1878 году ими был построен лесопильный завод. Дворянское поместье Хоэнбока-Пейквиц владело 1450 гекртарами с обширными лесами, озерами, лугами и полями.
Нынешний, новый замок строился в 1898—1912 годах по проекту, навеянному сказками (не иначе, как лавры Людвига Второго Баварского с его Нойшванштайном спать не давали). 
Когда он был готов, старый фахверковый господский дом был снесен. 
Конюшни и каретный сарай были построены в 1904 году. Маленький замок был построен в 1909 году для сына семьи.
В 1945 году поместье подверглось разраблению с последующей экспроприацией и национализацией всего имущества. 
От полного разрушения замок спас местный бургомистр и пастор. 
В замке сначала размещали перемещенных лиц, потом передали его в ведение районной больницы Зенфтенберга. 
С 1950 до 1965 года здание использовалось как санаторий. 
С 1965 года как карантинный пункт для больных скарлатиной. 
С 1968 года в замке была организована спецшкола для детей с физическими и умственными отклонениями.
В 1993—1995 годах в замке была проведена реконструкция, в том числе была полностью обновлена крыша. 
После этого замок пустовал, пока в августе 2008 года его не купила корпорация Drochow. 
С 2008 по 2013 год замок и замковый парк тщательно и не жалея средств восстанавливался, в соответствии с требованиями закона о защите памятников архитектуры и в соответствии со старыми чертежами. 
Отель, предлагающий не только ночлег, но и замечательную кухню, бар, помещения для заседаний и баню, торжественно открылся в пасхальное воскресенье 2015 года.